# Чемпіонат світу з індорхокею
назва - Чемпіонат світу з індорхокею
команд   -     12
країна - Міжнародні змагання
засновано  -   2003
останній чемпіон :
 Австрія (чол.) 

 Німеччина (жін.)
найбільше перемог  :
 Німеччина (чол. – 3) 

 Німеччина (жін. – 3)
вид спорту - Індорхокей
сайт  -http://www.fih.ch/en/home
Чемпіонат світу з індорхокею (англ. Indoor Hockey World Cup) - міжнародний турнір з індорхокею (різновиди хокею на траві), що проводиться серед чоловічих і жіночих національних збірних з інтервалом раз на чотири роки. Організатор змагань - Міжнародна федерація хокею на траві (ФІХ, FIH). Перший чемпіонат світу був проведений в 2003 році в Німеччині, першими чемпіонами світу стали - і серед чоловіків, і серед жінок - збірні Німеччини.

## Регламент змагань
Дванадцять команд, що пройшли кваліфікацію, поділяються на дві групи по шість команд в кожній. Після ігор всередині кожної групи (по «круговій системі» - кожна команда грає з кожною) команди, що зайняли два перших місця в групі, виходять до півфіналу (для розіграшу місць з 1-го по 4-е за системою «плей-офф») ; чотири команди, які посіли в групах 3-е і 4-е місце, також по системі «плей-офф» розігрують між собою місця з 5-го по 8-е; відповідно, команди які посіли в групах 5-е і 6-е місце, також по системі «плей-офф» розігрують між собою місця з 9-го по 12-е.

## Кваліфікація
Кваліфікацію команд для участі в турнірі здійснює Міжнародна федерація хокею на траві. У число кваліфікованих потрапляють збірна країни, де проходять змагання, чемпіони континентальних чемпіонатів по індаур-хокею, а решта додаються з найбільш високих з їхньої стану рейтингу ФІХ.

## Чоловіки

### Переможці і призери
| Рік  | Місце проведення    | Золото     | Срібло    | Бронза    | 4-е місце |
| ---- | ------------------- | ---------- | --------- | --------- | --------- |
| 2003 | Лейпциг (Німеччина) | Німеччина  | Польща    | Франція   | Швейцарія |
| 2007 | Відень (Австрія)    | Німеччина  | Польща    | Іспанія   | Чехія     |
| 2011 | Познань (Польща)    | Німеччина  | Польща    | Австрія   | Росія     |
| 2015 | Лейпциг (Німеччина) | Нідерланди | Австрія   | Німеччина | Іран      |
| 2018 | Берлін (Німеччина)  | Австрія    | Німеччина | Іран      | Австралія |

### Кількість медалей
| Країна         | Золото             | Срібло             | Бронза   |
| -------------- | ------------------ | ------------------ | -------- |
| Німеччина (5)  | 3 (2003,2007,2011) | 1 (2018)           | 1 (2015) |
| Австрія (3)    | 1 (2018)           | 1 (2015)           | 1 (2011) |
| Польща (3)     |                    | 3 (2007,2011,2015) |          |
| Нідерланди (1) | 1 (2015)           |                    |          |
| Іран (1)       |                    |                    | 1 (2018) |
| Іспанія (1)    |                    |                    | 1 (2011) |
| Франція (1)    |                    |                    | 1 (2007) |

## Жінки

### Переможці і призери
| Рік  | Місце проведення    | Золото     | Срібло     | Бронза    | 4-е місце |
| ---- | ------------------- | ---------- | ---------- | --------- | --------- |
| 2003 | Лейпциг (Німеччина) | Німеччина  | Нідерланди | Франція   | Чехія     |
| 2007 | Відень (Австрія)    | Нідерланди | Іспанія    | Німеччина | Україна   |
| 2011 | Познань (Польща)    | Німеччина  | Нідерланди | Україна   | Білорусь  |
| 2015 | Лейпциг (Німеччина) | Нідерланди | Німеччина  | Чехія     | Австрія   |
| 2018 | Берлін (Німеччина)  | Німеччина  | Нідерланди | Білорусь  | Україна   |